# Byron De La Beckwith
Byron De La Beckwith (9 de novembro de 1920 — 21 de janeiro de 2001) foi um supremacista branco estadunidense e membro da Ku Klux Klan. Foi condenado pelo assassinato de Medgar Evers, ativista negro que defendia os direitos civis.

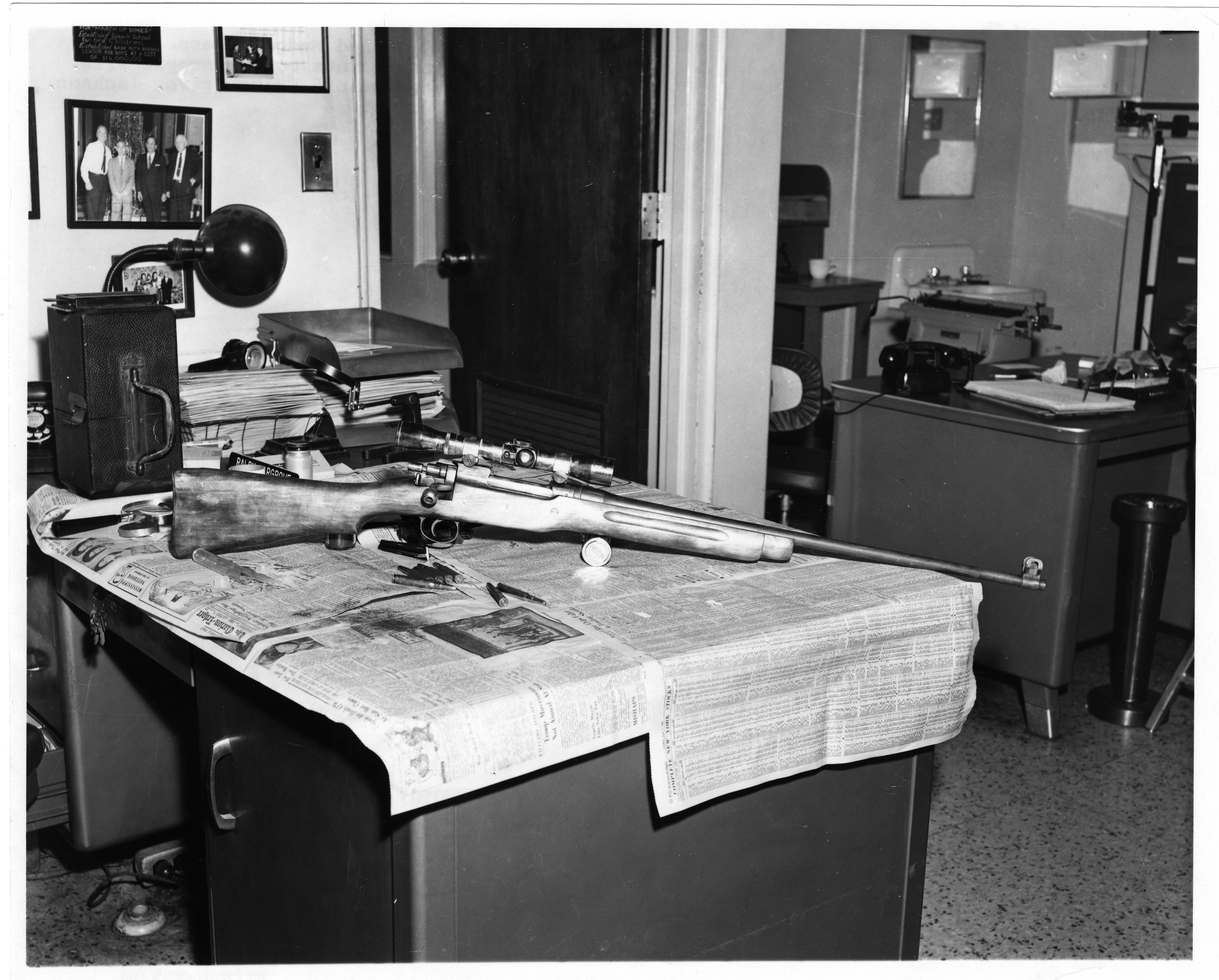
O rifle que De La Beckwith usou para matar Evers

## Assassinato de Medgar Evers
Em 12 de junho de 1963, aos 42 anos, De La Beckwith assassinou Medgar Evers, membro da NAACP e líder dos direitos civis, logo após o ativista chegar em casa em Jackson, Mississippi. Evers foi o primeiro secretário de campo da NAACP no estado.
De La Beckwith se posicionou do outro lado da rua da casa de Evers. Usando um fuzil, ele atirou nas costas de Evers.  Evers morreu uma hora depois, aos 37 anos. Myrlie Evers, sua esposa e seus três filhos, James, Reena e Darrell Evers, estavam em casa no momento do assassinato.
Seu filho Darrell relembrou a noite: "Estávamos prontos para recebê-lo, porque cada vez que ele chegava em casa era especial para nós. Ele viajava muito naquela época. De repente, ouvimos um tiro. Sabíamos o que era".